# 小路溪站
小路溪站，位于中华人民共和国云南省楚雄州禄丰县和平镇，邮编651206。
小路溪站始建于1966年，为成昆铁路的一个四等中转站，距离昆明站92公里。小路溪目前为五等站，隶属中国铁路昆明局集团有限公司管辖，西距广通站42公里。小路溪命名自原所在地“大路溪乡”，2005年12月，大路溪乡并入和平镇。